# 화이트 노이즈 (2005년 영화)
《화이트 노이즈》(영어: White Noise)는 캐나다, 영국, 미국에서 합작한 제프리 색스 감독의 2005년 초자연 공포 영화이다. 마이클 키턴 등이 출연하였고, 폴 브룩스 등이 제작에 참여하였다. 전자 음성 현상(EVP)을 소재로 삼았다. 속편으로 《화이트 노이즈 2》(2007)가 있다.

## 출연진
- 마이클 키턴 - 조너선 리버스 역
- 샨드라 웨스트 - 애나 리버스 역
- 데버라 케라 엉거 - 세라 테이트 역: 서점 주인.
- 이언 맥니스 - 레이먼드 프라이스 역
- 세라 스트레인지 - 제인 역
- 키건 코너 트레이시 - 미러벨 키건 역
- 에런 더글러스 - 프랭크 블랙 역
- 피터 제임스 브라이언트 - EVP(남성) 역
- 에이프릴 텔릭 - 존의 비서 역
- 마이크 도푸드 - 스미츠 형사 역

## 기타 제작진
- 협력 제작: 조너선 쇼어
- 배역: 모린 웨브
- 미술: 마이클 S. 볼턴